# Gouvernement Benhima/Laraki
Monarchie constitutionnelle
Conseil Hassan II 4 Lamrani I
Le gouvernement Mohamed Benhima/Ahmed Laraki est le onzième gouvernement du Maroc depuis son indépendance en 1955. Formé le 6 juillet 1967 avec Mohamed Benhima comme Premier ministre, il s'est poursuivi à partir du 7 octobre 1969 avec Ahmed Laraki comme nouveau Premier ministre et a pris fin le 4 août 1971.

## De Benhima à Laraki
Officialisé par décret royal le 11 novembre 1967, ce onzième gouvernement avait démarré le 6 juillet 1967 avec Mohamed Benhima comme Premier ministre, succédant au Conseil Hassan II 4. À partir du 7 octobre 1969, la fonction de Premier ministre fut exercée par Ahmed Laraki, précédemment ministre des Affaires étrangères, Mohamed Benhima devenant ministre d'État de l'Agriculture et de la Réforme agraire.
Le changement de Premier ministre n'a pas été accompagné de la constitution officielle d'un nouveau gouvernement ; homologué par dahir le 19 janvier 1970, il a fait partie de l'un des nombreux remaniements du gouvernement initial. Dans l'histoire du Maroc moderne, seul un autre « gouvernement » a connu deux Premiers ministres successifs : le vingtième gouvernement ou gouvernement Lamrani IV/Laraki (Azzeddine, cette fois), au milieu des années 1980.
Alors que l'état d'exception était en vigueur au Maroc depuis le 7 juin 1965, il fut levé au cours de la primature d'Ahmed Laraki, le 31 juillet 1970 (jour de la promulgation de la deuxième Constitution du pays) ; quasiment un an après, le 4 août 1971, celle-ci prit fin. Deux jours plus tard, le gouvernement Lamrani I était institué.

## Composition

### Sous la primature de Mohamed Benhima

#### Juillet 1967
À compter du 6
| Portefeuille | Ministre               |
| --- | ---------------------- |
| Premier ministre | Mohamed Benhima        |
| Ministre de la Mauritanie et du Sahara marocain                                                                                   | Hassan ben Driss       |
| Ministre de l’Éducation nationale et des Beaux-Arts                                                                               | Abdelhadi Boutaleb     |
| Ministre de la Justice | Ali Benjelloun         |
| Ministre des Affaires étrangères                                                                                                  | Ahmed Laraki           |
| Ministre de l’Intérieur | Mohamed Oufkir         |
| Ministre des Affaires administratives, secrétaire général du Gouvernement                                                         | M’hamed Bahnini        |
| Ministre de la Défense nationale                                                                                                  | Mohamed Haddou Chiguer |
| Ministre des Finances | Mamoun Tahiri          |
| Ministre du Commerce, de l’Artisanat, de l’Industrie et des Mines                                                                 | Moulay Ahmed Alaoui    |
| Ministre de l’Agriculture et de la Réforme agraire, chargé de la Promotion nationale                                              | M'hamed Bargach        |
| Ministre des Travaux publics et des Communications                                                                                | Yahia Chefchaouni      |
| Ministre de la Santé publique | Larbi Chraïbi          |
| Ministre des Habous et des Affaires islamiques                                                                                    | Ahmed Bargache         |
| Ministre des Postes, des Télégraphes et des Téléphones                                                                            | Badreddine Snoussi     |
| Ministre du Travail et des Affaires sociales                                                                                      | Abdelhafid Boutaleb    |
| Ministre de l’Information | Ahmed Snoussi          |
| Ministre du Tourisme | Hassan Ababou          |
| Secrétaire d’État auprès du Premier ministre, chargé des Affaires des anciens combattants et des membres de l’Armée de libération | Abdeslam Benaïssa      |
| Secrétaire d’État auprès du Premier ministre chargé des Affaires économiques                                                      | Ahmed Bennani          |
| Secrétaire d’État auprès du Premier ministre chargé du Plan et de la Formation des cadres                                         | Mohamed Imani          |
| Secrétaire d’État auprès du Premier ministre chargé de la Jeunesse et des Sports                                                  | Mehdi Ben Bouchta      |
| Sous-secrétaire d’État aux Affaires étrangères                                                                                    | Abdellah Chorfi        |
| Sous-secrétaire d’État à l’Intérieur                                                                                              | Mohamed Ben Alem       |
| Sous-secrétaire d’État à l’Agriculture                                                                                            | Taïb Zaâmoun           |
| Sous-secrétaire d’État au Commerce                                                                                                | Abdelouahab Laraki     |

À compter du 13
- Ministre chargé de la Coordination des forces du Royaume : le général Mohamed Mézian Zahraoui

#### Décembre 1967
À compter du 25
- Révocation d'Ali Benjelloun, ministre de la Justice, par le roi Hassan II du fait de sa mauvaise gestion comme directeur de l'Office chérifien des phosphates

#### Janvier 1968
À compter du 18
Sont déchargés de leurs fonctions de :
- ministre des Travaux publics et des Communications : Yahia Chefchaouni ;
- ministre du Travail et des Affaires sociales : Abdelhafid Boutaleb ;
- ministre du Tourisme : Hassan Abdou ;
- secrétaire d’État auprès du Premier ministre, chargé des Affaires des anciens combattants et des membres de l’Armée de libération : Abdeslam Benaïssa.

Sont nommés :
- ministre des Travaux publics et des Communications : Abdelhafid Boutaleb
- ministre du Travail et des Affaires sociales : Abdeslam Benaïssa
- ministre du Tourisme : Thami Ouazzani ;
- ministre de la Justice : Driss Slaoui (en remplacement d'Ali Benjelloun, révoqué en décembre) ;
- secrétaire d’État auprès du Premier ministre : Abdelwahad Laraki ;
- sous-secrétaire d’État au Commerce, à l'Industrie et aux Mines ; Ahmed Benkirane.

#### Mai 1968
À compter du 9
Sont déchargés de leurs fonctions de :
- secrétaire d'État auprès du Premier ministre : Abdelwahab Laraki ;
- secrétaire d'État auprès du Premier ministre, chargé des Affaires économiques : Ahmed Bennani ;
- secrétaire d'État auprès du Premier ministre, chargé du Plan et de la Formation des cadres : Mohamed Imani
- secrétaire d'État auprès du Premier ministre : Mehdi Ben Bouchta.

Sont nommés :
- ministre des Affaires économiques, du Plan et de la Formation des cadres auprès du Premier ministre : Mohamed Imani ;
- ministre de la Jeunesse et des Sports : Mehdi Ben Bouchta.

#### Juin 1968
À compter du 17
Sont déchargés de leurs fonctions de :
- ministre de la Défense nationale : Mohamed Haddou Chiguer ;
- ministre chargé de la Coordination des forces du Royaume : Mohamed Mézian Zahraoui ;
- ministre de l'Éducation nationale et des Beaux-Arts : Abdelhadi Boutaleb.

Sont nommés :
- ministre d'État : Abdelhadi Boutaleb ;
- ministre de la Défense nationale : Mohamed Mézian Zahraoui ;
- ministre de l'Enseignement supérieur : Abdellatif Filali ;
- ministre de l’Enseignement secondaire et technique : Kacem Zhiri.

#### Juillet 1968
À compter du 9
- Ministre d'État chargé des Affaires culturelles et de l'Enseignement originel : Mohamed Ghali El Fassi

#### Août 1968
À compter du 13
Sont déchargés de leurs fonctions de :
- ministre du Commerce, de l'Artisanat, de l’Industrie et des Mines : Ahmed Alaoui ;
- ministre du Tourisme : Thami Ouazzani ;
- sous-secrétaire d'État au Commerce, à l'Industrie et aux Mines : Ahmed Benkirane.

Sont nommés :
- ministre du Commerce, de l'Industrie, des Mines et de la Marine marchande : Jawad Ben Brahim ;
- ministre d'État chargé du Tourisme et de l'Artisanat : Ahmed Alaoui.

#### Février 1969
À compter du 7
Sont déchargés de leurs fonctions de :
- ministre de la Justice : Driss Slaoui ;
- ministre des Travaux publics et des Communications : Abdelhafid Boutaleb ;
- ministre chargé des Affaires économiques, du Plan et de la Formation des cadres auprès du Premier ministre : Mohamed Imani.

Sont nommés :
- ministre d'État chargé du Plan et de la Formation des cadres : Ahmed Réda Guérida ;
- ministre des Travaux publics et des Communications : Mohamed Imani.

#### Avril 1969
À compter du 10
Sont déchargés  de leurs fonctions de : 
- ministre du Travail et des Affaires  sociales : Abdeslam Benaïssa ;
- ministre de la Jeunesse et des Sports : Mehdi Ben Bouchta.

Sont nommés : 
- ministre  du Travail, de l'Emploi et de la Formation professionnelle : Mehdi Ben Bouchta ;
- ministre de la Jeunesse, des Sports et des Affaires sociales : Omar Boucetta ;
- sous-secrétaire d'État à  la Défense nationale : Larbi Riurru.

#### Août 1969
À compter du 7
Sont déchargés  de leurs fonctions de :
- ministre d'État, chargé  du Plan et de la Formation des cadres : Ahmed Réda Guédira ;
- ministre de l'Enseignement supérieur : Abdellatif Filali ;
- ministre de l'Enseignement secondaire et technique : Kacem Zhiri.

Sont nommés : 
- ministre d'État chargé de l'Enseignement secondaire, technique, supérieur et de la Formation des cadres : Ahmed Réda Guédira ;
- ministre du Plan : Mustapha Faris

### Sous la primature d'Ahmed Laraki

#### Octobre 1969
À compter du 7
Sont déchargés de leurs fonctions de :
- Premier ministre : Mohamed Benhima ;
- ministre des Affaires étrangères : Ahmed Laraki ;
- ministre de l'Agriculture et de la Réforme agraire, chargé de la Promotion nationale : M'hamed Bargach ;
- ministre d'État : Abdelhadi Boutaleb.

Sont nommés :
- Premier ministre : Ahmed Laraki ;
- ministre des Affaires étrangères : Abdelhadi Boutaleb ;
- ministre d'État chargé de l'Agriculture et de la Réforme agraire : Mohamed Benhima ;
- ministre d'État : prince Moulay Hassan ben Driss.